# Zetak
Zetak es un grupo de música pop electrónica vasco formado en 2019 por el músico navarro Pello Reparaz. Este, creó este grupo musical después de la disolución del grupo musical Vendetta (2007-2018).   
El grupo consiguió un gran éxito en San Sebastián y Bilbao en el verano de 2022: durante la Aste Nagusia de San Sebastián, reunió a 13.500 personas en la plaza Tomás Alba de Sagues.   También han actuado en la zona de desfiles de la Aste Nagusia de Bilbao en el Arenal.
La primera canción lanzada por la banda Zetak se llamó Errepidean . En junio de 2019  para conmemorar el quinto aniversario de este acontecimiento,  se realizó los días 3 y 4 de enero de 2025  un espectáculo titulado Mitoaroa  en el Nafarroa Arena de Pamplona. Un total de 30.000 personas asistieron a los dos espectáculos.  Además, el concierto del 4 de enero fue retransmitido en directo por el canal de televisión ETB 2, a través del cual lo vieron y escucharon miles de personas más (275.000 espectadores, según EITB).  Al finalizar este segundo concierto, Zetak anunció que el espectáculo de Mitoaroa se realizará por tercera vez en San Sebastián, el 6 de septiembre de 2025, en la Sala Illunbe, como concierto final de la gira del álbum Aaztiye. 

## Miembros del equipo
- Pello Reparaz, cantante.
- Leire Colmo, percusión.
- Iban Larreburu, batería.
- Gorka Pastor, sintetizador.

## Discografía
Estos son los álbumes lanzados por la banda Zetak: 

### Zetak(2019)
Este es el primer álbum lanzado por Zetak .  Contiene 10 canciones y fue lanzado el 5 de diciembre de 2019. Al igual que la canción " Errepidean " (que también está incluida en el álbum), el álbum ha tenido más de un millón de visitas hasta la fecha.
- Errepidean : Ha sido el primer trabajo de la banda, y esta canción marcó el inicio de la banda Zetak. Se lanzó el 10 de junio de 2019 y fue un gran éxito, con más de un millón de visitas en YouTube y Spotify. [12]

Zertan ari Gara,        
Kaliza Hau,
Nirekin Topatu Naiz,    
Argitan,
Errepidean,                   
Sagarra, 
Su,
Suziri Bi,
Pater Noster,
Beti da Garaiz

### Zeinen ederra izango den(2020)
El segundo álbum de la banda Zetak,  incluye las siguientes canciones: 
- Zeinen ederra izango den: Esta canción fue publicada el 24 de abril de 2020, durante la pandemia del Covid-19 . Para realizar el vídeo musical de esta canción, la banda  pidió a sus fans vídeos y fotos de los momentos más felices de sus vidas, y crearon el vídeo musical con esas fotos y vídeos de sus fans. La canción fue un gran éxito entre sus seguidores, habiendo recibido posteriormente casi tres millones de visualizaciones. [14]

- Hegan : Esta canción fue una colaboración entre Zetak y la radio vasca Gaztea , lanzada el 3 de julio de 2020. Ha recibido más de 300.000 visitas desde su lanzamiento. [15]

- Hitzeman : Esta es una canción que se lanzo el 16 de noviembre de 2020. La banda Zetak la creó junto con la banda catalana Oques Grasses, y está en ambos idiomas; en catalán y euskera. [16]

- Akelarretan : Esta es una canción lanzada el 3 de diciembre de 2020. Pello Reparaz no canta en esta canción. Ha tenido más de 200.000 visitas. [17]

- Zer geratuko da azkenean
- Sutondoko kantuak

### Singleak (2022-2023)
- Itzulera (2022): Después de dos años en una situación excepcional, 2022 marcó el regreso. En el marco del lema del festival en el Lago Sempere, los Zetaks volvieron con la canción Herri Urrats. Itzulera [18][19]es una colaboración entre la banda Zetak y Erramun Martikorena. Esta canción supone un cambio radical de estilo. El videoclip ha sido dirigido por Pello, junto a Iratxe Reparaz, quien también participó en la creación de la txalaparta y la coreografía del grupo de danza Kukai Oskara. [20]

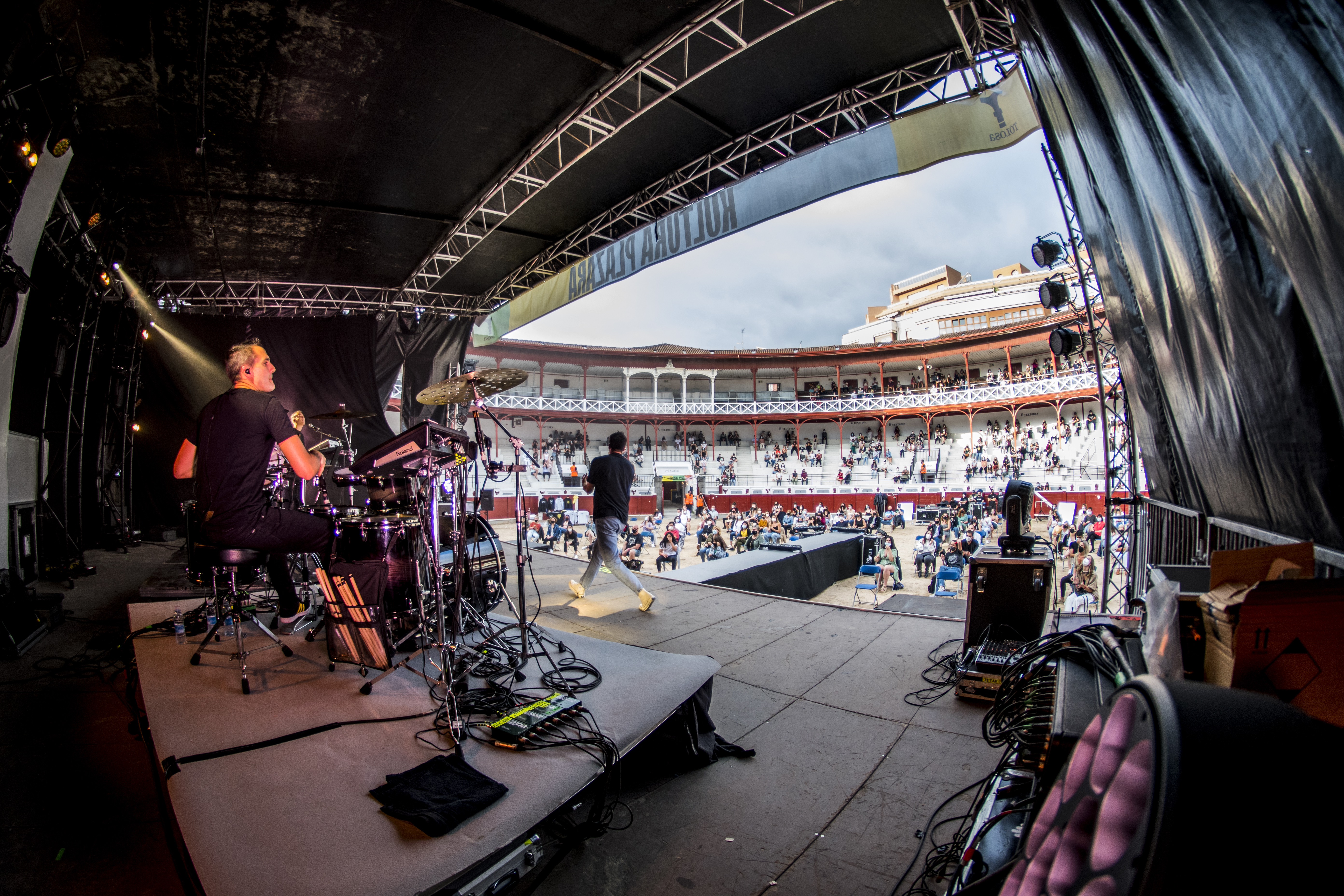
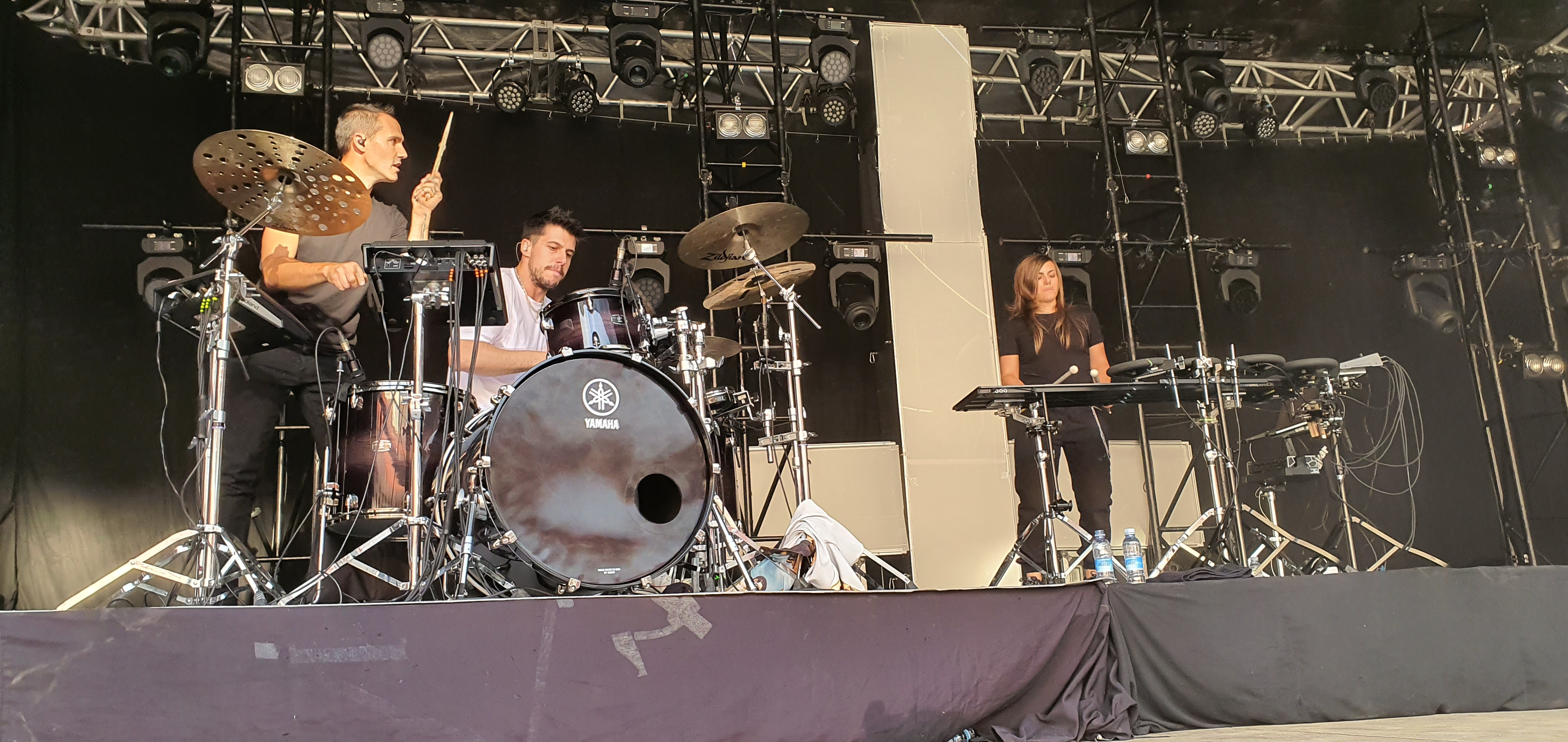
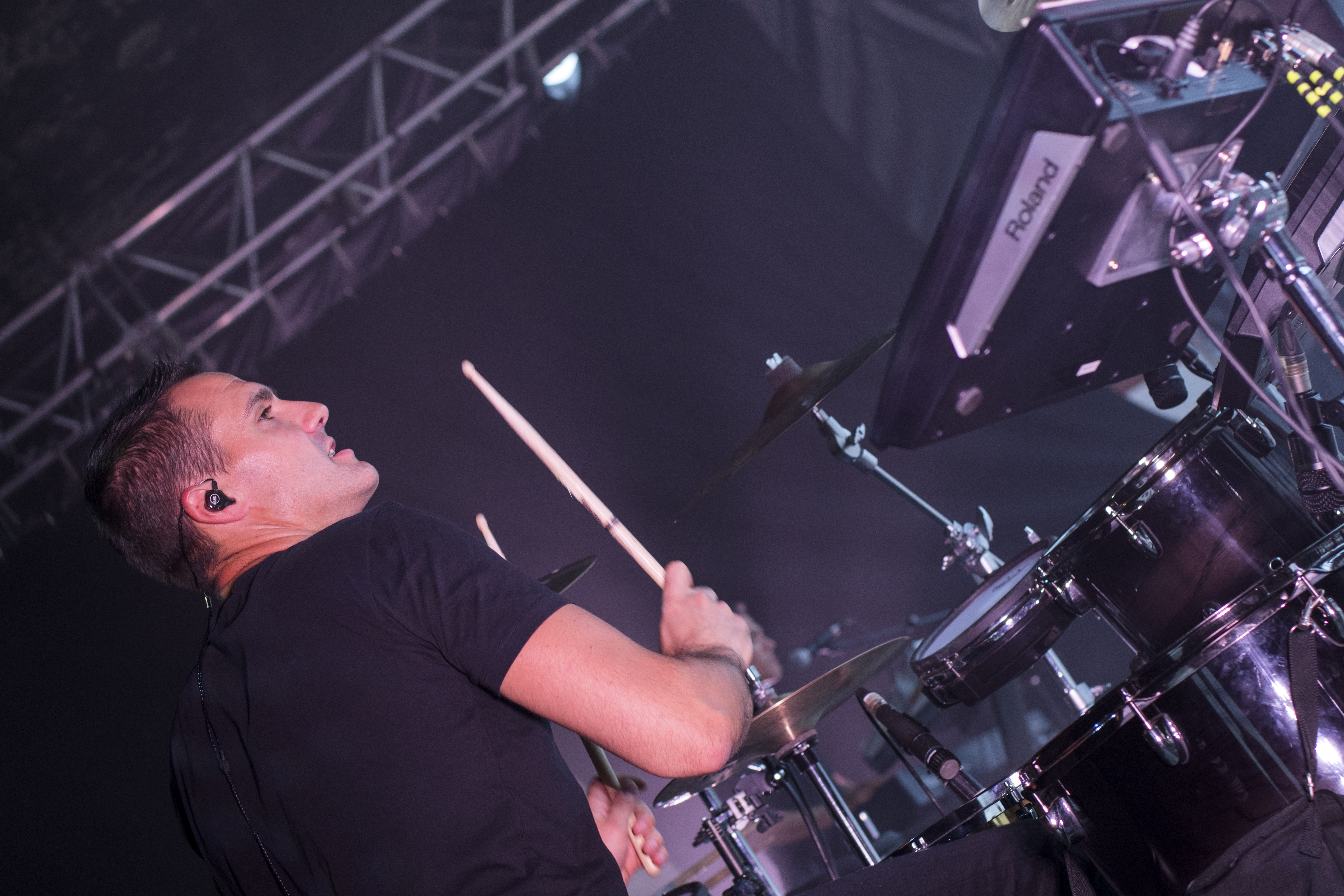
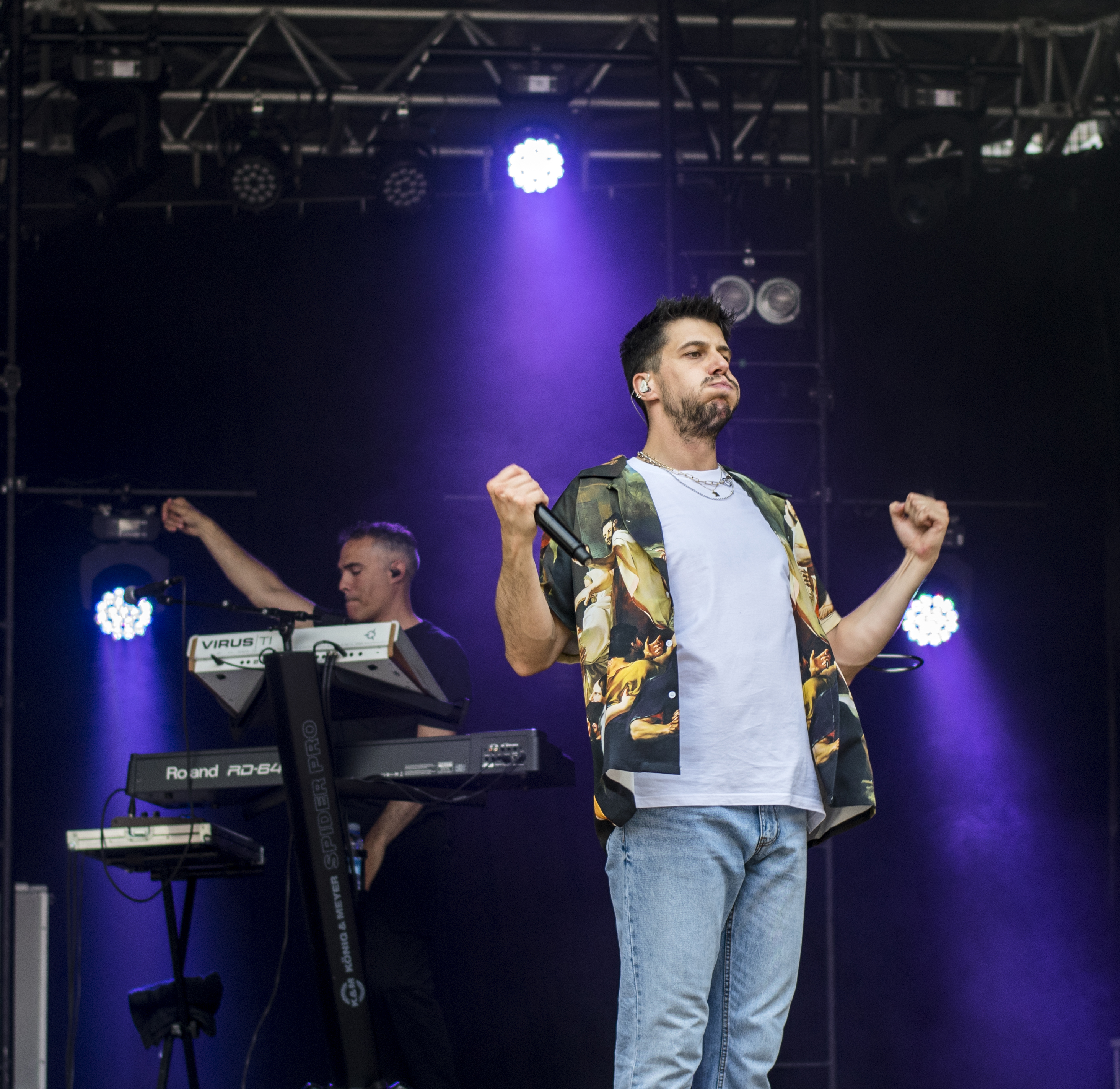
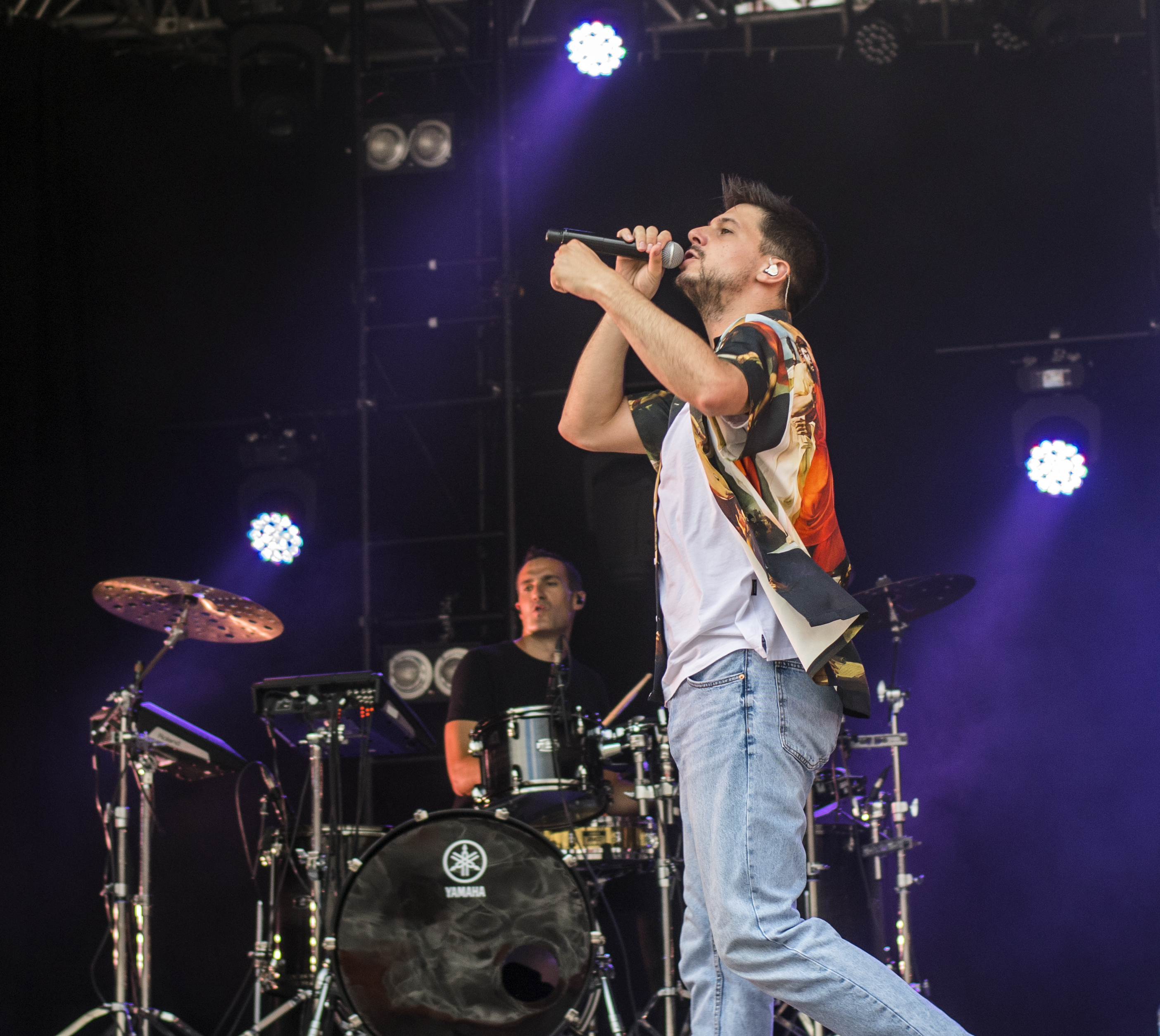
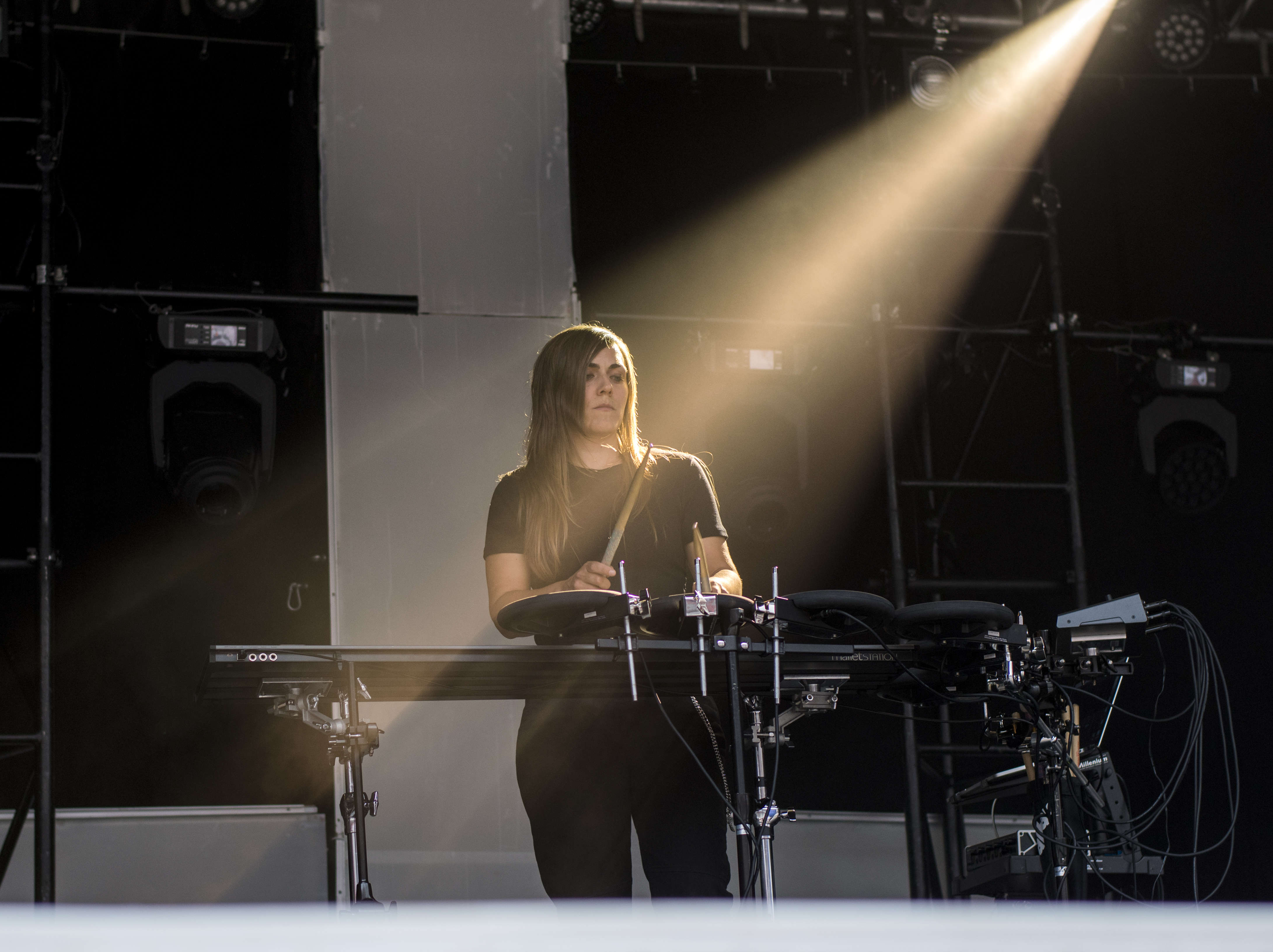
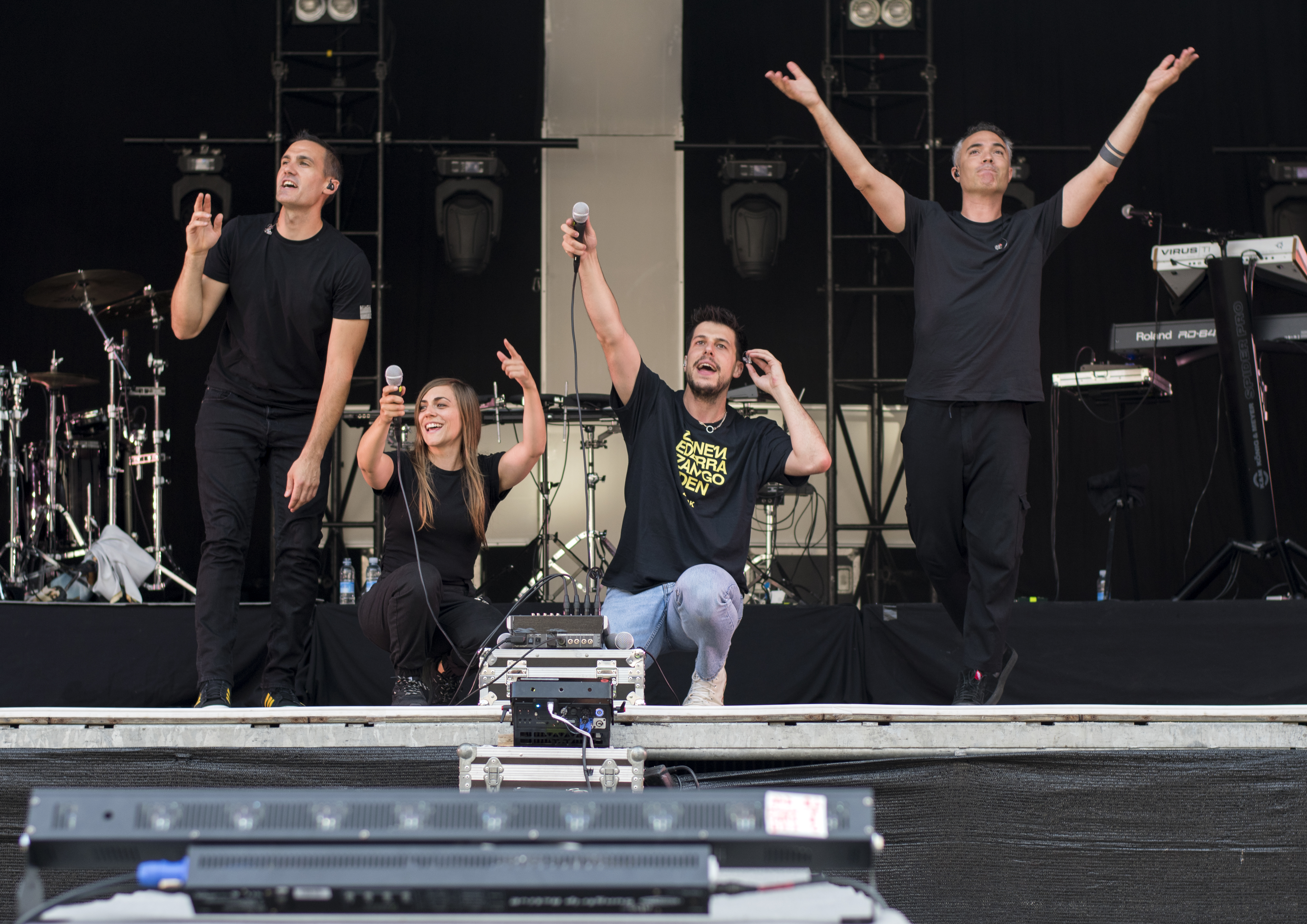

- Zoriontasuna (2022): Zetak lanzó la canción Zoriontasuna con el grupo Bomba Estéreo a finales de agosto de 2022. [21]

- Pa amb Oli I Sal (2023): La primera canción de 2023 editada con la catalana Suu llegó a mediados de mayo. El primer día de su estreno, casi 9.000 personas escucharon Pa amb Oli I Sal. [22] [23]

### Aaztiyen(2023)

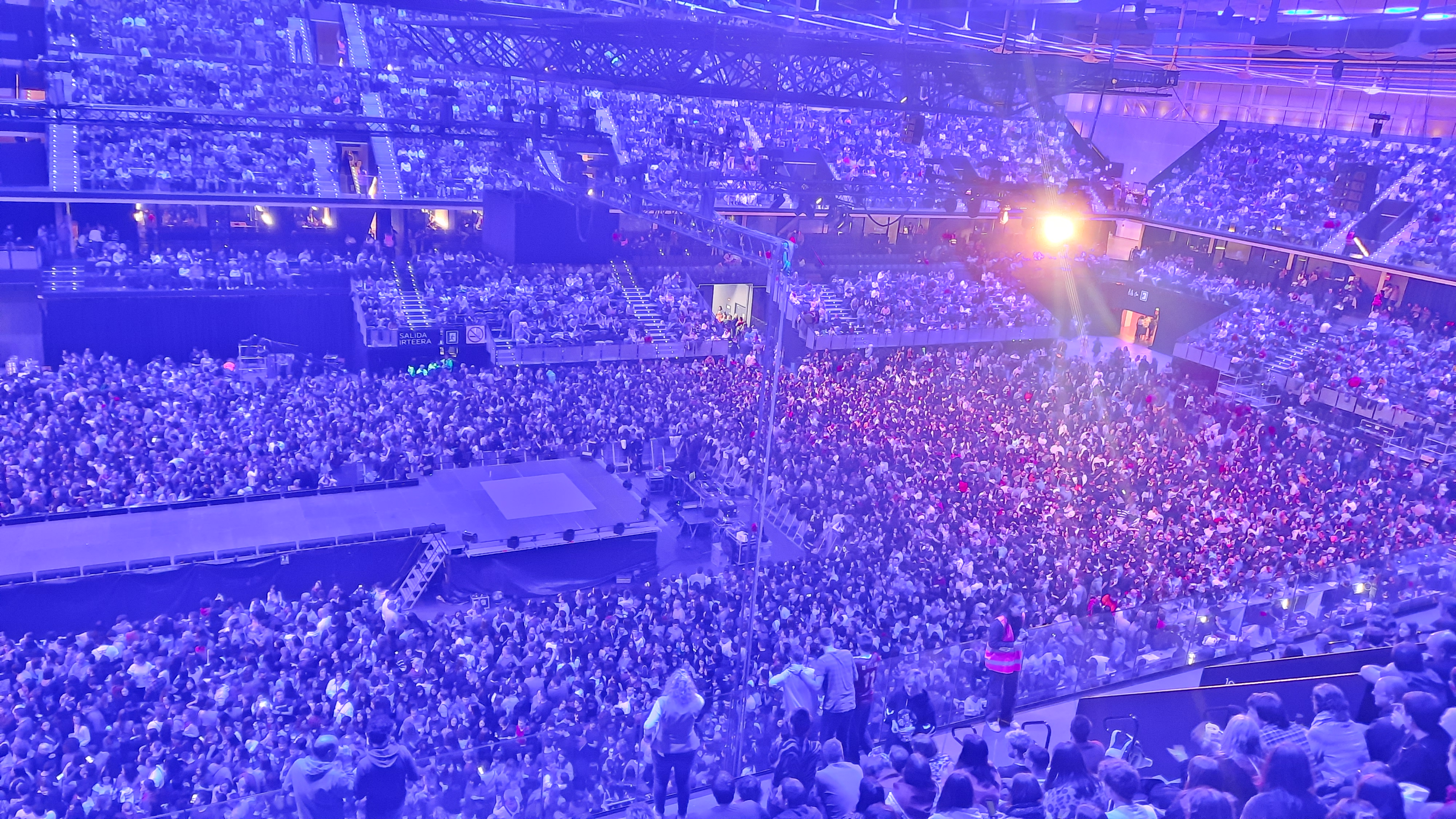
Concierto de Mitoaroa (04-01-2024)

Zetak anunció a mediados de septiembre que publicarían un nuevo disco. El título, Aaztiyen, está en el euskara de Ergoien; en euskera batua sería 'arestian'. El disco, que se publicó el 6 de diciembre, incluye 12 canciones. Tres de ellas fueron adelantadas: la primera fue Zu izan zen, luego llegó Aralarko Dama, y finalmente Deskontrola. Las otras 9 canciones se publicaron el 6 de diciembre. En febrero de 2024, ganó el premio al mejor disco en los premios Gaztea.
- Zu (2023): El 19 de octubre de 2023, ZETAK lanzó esta canción, que es el sencillo principal del nuevo álbum de Aaztiya . [25] [26]
- Aralarko Dama (2023): Este es el segundo sencillo del álbum de Aaztiye . Lanzada el 9 de noviembre de 2023. En 24 horas, la escucharon más de 18.000 personas.
- Deskontrola (2023): El último sencillo teaser del álbum de Aaztiye, publicado el 28 de noviembre de 2023. En 24 horas, la escucharon más de 12.000 personas.

La siguiente es la lista de todas las canciones:
- Intro
- Deskontrola
- Begi beltz
- Zu
- Entre carn i os (Zetak, Marala)
- Interlude
- Aralarko Dama
- Eguzkiloreak (Zetak, Neomak)
- Aaztiyen
- Anguleele (ZETAK, Fillas de Cassandra)
- Non sartu zara
- Outro

## Premios
- Recibió el premio al Mejor Álbum Vasco en los Premios MIN con el álbum Zeinen ederra izango den (2021).
- Premios Gaztea 2024: recibió el premio a mejor artista y el premio al mejor álbum. [24]
- Zetak ganó el premio a la mejor canción en euskera en los Premios de la Academia de la Música Española. (2024)